# L'Île des morts (film, 1945)
Pour les articles homonymes, voir Île des morts.
Pour plus de détails, voir Fiche technique et Distribution.
L'Île des morts (Isle of the Dead) est un film américain réalisé par Mark Robson, sorti en 1945.

## Synopsis
L'histoire se passe sur une île grecque pendant la première guerre des Balkans de 1912 à 1913, quand une épidémie de peste oblige à placer les visiteurs de l'île en quarantaine. Alors qu'ils meurent les uns après les autres, une jeune femme est accusée d'être un vorvolaka...

## Fiche technique
- Titre : L'Île des morts
- Titre original : Isle of the Dead
- Réalisation : Mark Robson
- Scénario : Ardel Wray
- Photographie : Jack MacKenzie
- Montage : Lyle Boyer
- Musique : Leigh Harline
- Direction artistique : Albert S. D'Agostino et Walter E. Keller
- Costumes : Edward Stevenson
- Producteurs : Jack J. Gross et Val Lewton
- Société de production : RKO Pictures
- Pays d'origine :  États-Unis
- Langue : Anglais
- Format : Noir et blanc — 35 mm — 1,37:1 — Son : Mono (RCA Sound System)
- Genre : Film dramatique, Film d'horreur, Thriller
- Durée : 71 minutes
- Dates de sortie : 
  -  États-Unis : 1er septembre 1945

## Distribution
- Boris Karloff : le général Nikolas Pherides
- Ellen Drew : Thea
- Marc Cramer : Oliver Davis
- Katherine Emery : Mme Mary St. Aubyn
- Helen Thimig : Madame Kyra
- Alan Napier : St. Aubyn
- Jason Robards Sr. : Albrecht
- Ernst Deutsch : le docteur Drossos
- Sherry Hall : le colonel Kobestes
- Erick Hanson : l'officier
- Skelton Knaggs : Andrew Robbins

## Autour du film
- Le tournage a débuté le 14 juillet 1944, mais fut interrompu dès le 22 juillet à la suite de l'hospitalisation de Boris Karloff. Les scènes manquantes furent tournées du 1er au 12 décembre 1944, mais avant que toute l'équipe ne soit de nouveau disponible, Boris Karloff et le producteur Val Lewton eurent le temps de travailler sur Le Récupérateur de cadavres (1945), qui sortit en premier[1].
- L'île est directement inspirée du tableau éponyme du peintre symboliste suisse Arnold Böcklin. Un des principaux décors du film représente en quelque sorte ce tableau en trois dimensions.